# Bristol 171
Bristol 171 (Bristol Type 171 Sycamore)  — многоцелевой пятиместный британский вертолёт. Предназначен для поисково-спасательных работ и перевозки грузов.
Разработка вертолёта началась в конце 1944 года компанией Бристоль Аэроплейн (Bristol Aeroplane Company). Bristol 171 впервые взлетел 27 июля 1947 года. Конструкция корпуса состояла из легких сплавов. 
Всего было построено 180 вертолётов Bristol Sycamore. Гелиокоптер экспортировался в Австралию, Бельгию, Германию.

## Тактико-технические характеристики
- Грузоподъемность : 1.000 фунтов (454 кг)
- Длина: 61 футов в 1 ¼ (18,62 м)
- Высота: 13 футов в 10,6 (4,23 м)
- максимальная скорость на уровне моря 204 км/час (127 миль/час)
- крейсерская скорость 169 км/час (105 миль/час);
- продолжительность полета 3 часа.
- Веса: пустого — 1728 кг (3810 фунтов)
- максимальный взлетный 2540 кг (5600 фунтов).
- Размеры: диаметр несущего винта 14,81 м (48 футов 7 дюймов)
- длина вертолета со сложенными винтами 14,07 м (46 футов 2 дюйма); высота 3,71 м (12 футов 2 дюйма)
- площадь, ометаемая несущим винтом, 172,22  м²(1853,8 кв. фута).